# Sophie van Liechtenstein
Sophie Marie Gabriele Pia van Liechtenstein (Wenen, 11 juli 1837 - Zell am See, 25 september 1899) was een prinses von und zu Liechtenstein.
Zij was de derde dochter van vorst Alois II van Liechtenstein en Franziska Kinsky von Wchinitz und Tettau.
Zelf trouwde ze met prins Karel van Löwenstein-Wertheim-Rosenberg. Het paar kreeg acht kinderen:
- Francisca (1864-1930)
- Adelheid (1865-1941)
- Agnes (1866-1954)
- erfprins Jozef (1868-1870)
- Maria Theresia (1870-1935), gehuwd met prins Michaël van Bragança
- Alois (1871-1952), vanaf 1908 hoofd van de familie Löwenstein-Wertheim-Rosenberg
- Anna (1873-1936)
- Johannes (1880-1973)

- Gemeinsame Normdatei: 117186414
- Virtual International Authority File: 25373117